# Kloster Sankt Peter und Paul (Coburg)
Das Kloster Sankt Peter und Paul war ein Kloster der Benediktiner in Coburg (Bayern) in der Diözese Würzburg.

## Geschichte
Das St. Peter und Paul geweihte Kloster wurde 1074 als Propstei durch das Kloster Saalfeld auf dem Coburger Burgberg gegründet. Ab etwa 1150 wurde das Kloster zur Morizkirche verlegt. Ab 1217 war der jeweilige Propst Pfarrer der Stadtpfarrei St. Moriz. Propst Martin Algauer übergab in der Reformationszeit sein Kloster 1524 dem Schutz der Stadt Coburg. 1555 ging der Besitz des Klosters ganz an die Stadt über. Die letzten Gebäudereste des Klosters wurden im Jahr 1829 abgebrochen.